# Svensk Israel-Information
Svensk Israel-Information (SII), tidigare Solidaritetskommittén för Israel, var en svensk lobbyorganisation vars mål var att informera om staten Israel och utvecklingen i Mellanösternkonflikten i svensk offentlig debatt. Föreningen bildades 1967 av de judiska församlingarna i Stockholm, Göteborg och Malmö och föreningarna i samband med Sexdagarskriget. Den bytte namn 1997.
Föreningen ansåg att många svenska medier, särskilt i nyhetsrapporteringar, överlag var onyanserade då de enligt organisationen ofta hade en automatisk Israel-kritisk hållning och sällan lät israeliska röster komma till tals. Den stöddes bland annat ekonomiskt av de judiska församlingarna i Sverige och genom bidrag från privatpersoner och svenska föreningar.
Generalsekreterare och mest framträdande debattör i organisationen var Lisa Abramowicz. Alf Svensson, tidigare partiledare för Kristdemokraterna, satt i dess styrelse. Anders H Pers var ordförande.
SII lades ner 31 mars 2017 efter beslut av de största två bidragsgivarna (Judiska Församlingen i Stockholm och Förenade Israelinsamlingen) att inte längre ekonomiskt stödja organisationen. Resurserna ska istället läggas på Samfundet Sverige-Israel.